# Password – A jelszó
A Password – A jelszó egy licencszerződésen alapuló televíziós vetélkedő, amely 2024. december 31-én indult a TV2-n. A műsor a Password című Amerikai formátumon alakul. 

## Története
2023. április 25-én Fischer Gábor, a TV2 Csoport programigazgatója a Digital Media Hungary konferencián bejelentette, hogy öt új műsort indít el a TV2. Ezek között szerepel a Password című vetélkedő is. 2023. december 23-án derült ki, hogy a vetélkedő műsorvezetője Lékai-Kiss Ramóna. Indulására egészen 2024. december 31-ig kellett várni. A műsor már az első része után megbukott, így nem készült belőle folytatás.

## A műsor menete
A sztárok segítenek hétköznapi játékos társaiknak megnyerni a pénznyereményt. A sztároknak és a játékosoknak úgy kell kitalálniuk szavakat, hogy segítségül egyetlen kifejezést adhatnak egymásnak.

## Epizódok
| Évad | Évad | Részek száma | Részek száma | Eredeti sugárzás   | Eredeti sugárzás  | Eredeti adó |
| Évad | Évad | Részek száma | Részek száma | Évadbemutató       | Évadzáró          | Eredeti adó |
| ---- | ---- | ------------ | ------------ | ------------------ | ----------------- | ----------- |
|      | 1.   | 24           | 24           | 2024. december 31. | 2025. április 17. |             |

## Sztárvendégei
| Adás | Vendég               | Vendég              |
| Adás | 1. évad              | 1. évad             |
| ---- | -------------------- | ------------------- |
| K    | Marics Peti          | Pető Brúnó          |
| 1.   | Molnár Andrea        | Till Attila         |
| 2.   | Gelencsér Tímea      | Gönczi Gábor        |
| 3.   | Gubik Petra          | Baronits Gábor      |
| 4.   | Kárpáti Rebeka       | Demcsák Zsuzsa      |
| 5.   | Pásztor Anna         | Stohl András        |
| 6.   | Szabó Zsófi          | Kiss Ernő Zsolt     |
| 7.   | Stana Alexandra      | Hegyes Bertalan     |
| 8.   | Szögeczki Ági        | Gáspár Győző        |
| 9.   | Majka                | Pápai Joci          |
| 10.  | Sydney van den Bosch | DR BRS              |
| 11.  | Kovácsovics Fruzsina | Csonka András       |
| 12.  | Deutsch Anita        | Juronics Tamás      |
| 13.  | Gáspár Bea           | Valkusz Milán       |
| 14.  | Ripli Zsuzsanna      | Csuti               |
| 15.  | Fésűs Nelly          | Sipos Péter         |
| 16.  | Dombóvári Vanda      | Kucsera Gábor       |
| 17.  | Csősz Boglárka       | Járai Máté          |
| 18.  | Farkasházi Réka      | Király Péter        |
| 19.  | Szinetár Dóra        | Wolf Kati           |
| 20.  | Hunyadi Donatella    | Kerényi Miklós Máté |
| 21.  | Ábel Anita           | Sipos Tomi          |
| 22.  | Marsi Anikó          | Harsányi Levente    |
| 23.  | Lissák Laura         | Zsidró Tamás        |